# Рунку (Ясси)
Рунку (рум. Runcu) — село у повіті Ясси в Румунії. Входить до складу комуни Цибана.
Село розташоване на відстані 300 км на північ від Бухареста, 28 км на південний захід від Ясс.

## Населення
За даними перепису населення 2002 року у селі проживали 530 осіб, усі — румуни. Усі жителі села рідною мовою назвали румунську.